# Clairol Crown 1981
Il Clairol Crown 1981 è stato un torneo di tennis giocato sul cemento. È stata la 3ª edizione del torneo, che fa parte dei Tornei di tennis femminili indipendenti nel 1981. Si è giocato a Carlsbad negli USA dal 4 al 5 aprile 1981.

## Campionesse

### Singolare
Chris Evert ha battuto in finale  Hana Mandlíková con il punteggio di 6–4, 6–3

### Doppio
- Doppio non disputato